# Jockey Club de Rosario
De Jockey Club de Rosario is een Argentijnse sportclub. De club werd opgericht in 1882 in Rosario en begon aanvankelijk met het organiseren van paardenrennen. 

## Geschiedenis
Na de oprichting in 1882, werd in 1905 de doelstelling verbreed en werd de club een sociale sportclub. Er kon geschermd worden en er volgden andere sporten. In 1916 werd er een nieuw clubhuis geopend, gebouwd in art-deco-stijl en in 1922 werd land bijgekocht zodat de sportfaciliteiten konden worden uitgebreid. Zo kwamen er 17 tennisbanen, diverse rugbyvelden en een 9-holes golfbaan. Er wordt sinds 1938 ook polo gespeeld en er zijn teams die sinds 1953 aan de nationale rugbycompetitie meedoen.

## Golf
Er zijn sinds 1931 twee 18-holes golfbanen, de Colorada-baan en de Azur-baan. Beide banen werden ontworpen door Alister MacKenzie en in 1931 werd het Argentijns Open er al gespeeld. Daarna kreeg MacKenzie de opdracht de Augusta National Golf Club te ontwerpen. 
Toernooien
- World Cup: 1970
- Argentijns Open: 1931, 1946, 1966, 1976, 1978, 1980, 1981, 1993, 1995, 1997, 1998, 2000, 2001 en 2005
- Jockey Club Rosario Open: 1972, 1980